# 새뮤얼 베어먼
새뮤얼 너새니얼 베어먼(Samuel Nathaniel Behrman, 1893년 6월 9일 ~ 1973년 9월 9일)은 미국의 극작가이다.

## 생애
미국을 대표하는 희극작가로 특히 소피스티케이트한 터치의 가벼운 인생희극을 특색으로 한다. 1920년에서 1930년에 걸쳐 시어터 길드 극단의 행동이 활발해져, 이 나라의 무대표현이 확립되었을 때 가끔 이 작가의 작품이 활용되었다. 그의 대표작은 <유성(流星)>(1929)에서 시작되어 <한순간>(1931), <자전(自傳)>(1932), <즐겨하는 술>(1936), <희극적인 때가 아니다>(1939) 등이며, 지로두의 <앙피트리옹 38>의 각색이나 조슈아 로간과의 공동작으로 파뇰 작품을 뮤지컬화(化)한 <화니>등의 명작도 남기고 있다. 엘리아 카잔이 링컨 센터에서 활약해 줄 것을 요청받았을 때 창작을 의뢰받은 것은 아서 밀러와 그였다. 그 때의 작품은 <찰리, 누구를 위해서>(1964)였다.